# Nomada cuneata
Nomada cuneata är en biart som först beskrevs av Robertson 1903.  Nomada cuneata ingår i släktet gökbin, och familjen långtungebin. Inga underarter finns listade i Catalogue of Life.